# Branné oddíly ČR
Branné oddíly ČR (dále BOČR) jsou registrovaným a schváleným spolkem. Jsou dobrovolným, nezávislým a nepolitickým sdružením, jehož posláním a účelem je zejména branně-sportovní činnosti dětí a mládeže. BOČR se distancuje od všech projevů extremismu a domobraneckých skupin.

## Vývoj
BOČR byly založeny v na začátku roku 2017 jako organizace sdružující různé oddíly s několikaletou tradicí. Hlavní místo působnosti byl Zlínský kraj, odkud se organizace pomalu začala šířit po celé Moravě. Jedním z vzorů pro organizaci byla britská organizace Cadet army force. 

## Znak

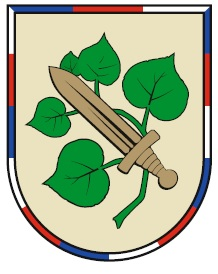
Znak Branných oddílů ČR z.s.

Znak je na španělském štítu lemovaném státními barvami České republiky a tím vyjadřuje státní příslušnost a loajalitu organizace a jejich členů.
Meč gladius- symbolizuje boj na obranu svobody a demokratických hodnot. Dodnes je na knoflících uniforem a připomíná také provázanost organizace s Armádou ČR.
Lipová ratolest – lípa značí českou státnost a zároveň lipová ratolest je tradičním znakem velitelské funkce v naší armádě.

## Struktura
Organizace je členěna do samotných oddílů které jsou aktivní v okolí svého místa působnosti. Každý oddíl nese čestný název po historicky významné vojenské osobnosti která je spjatá s místem odkud oddíl pochází např. gen. V.B. Luža, pplk. J. Švarc a jiní.
V současné době fungují oddíly ve Zlínském kraji, Jihomoravském kraji, Olomouckém kraji a přidružený oddíl v Ústeckém kraji.

## Činnost
BOČR organizují děti a mládež v branných oddílech – kroužcích, které mají pravidelné týdenní schůzky, alespoň jednou za měsíc pořádají oddílové výpravy a jejich roční činnost zakončuje desetidenní vojenský tábor. Členové se kromě branných aktivit seznamují také s historií a vlastenectvím v systematicky a odborně řízeném prostředí bez nebezpečí sklonu k extremismu. Branné oddíly ČR cílevědomě připravují i členy, kteří mají zájem o službu v ozbrojených silách - ať již jako možné budoucí studenty středních i vysokých vojenských škol, příslušníky Armády ČR nebo Aktivní zálohy.

## Spolupráce
Činnost organizace je zmíněna ve výzkumu slovenského think-tanku STRATPOL.